# De Flevolander
De Flevolander was van 1955 tot en met 1989 een in Oostelijk Flevoland verschijnend nieuwsblad. 
De Flevolander maakte samen met onder meer de Kamper Courant, de Meppeler Courant, de Elburger Courant, de Opregte Steenwijker Courant, de Dedemvaartse Courant, de Coevorder Courant en de Nunspeter Courant deel uit van de krantenuitgeverij van Koninklijke Boom Uitgevers in Meppel. Het eerste nummer van De Flevolander verscheen op 10 augustus 1955 in Lelystad-Haven. De verschijningsfrequentie was aanvankelijk eens in de veertien dagen. Later werd dat opgevoerd tot wekelijks, tweemaal per week en, ten slotte, driemaal per week.
De redactie van De Flevolander werd in de jaren 60 gehuisvest aan De Rede in Dronten. De uit Kampen afkomstige journalist Jan L. Kuiper (1937-2003) was van 1963 tot 1985 hoofdredacteur. Om adverteerders een maximaal bereik te garanderen, ontvingen inwoners van Oostelijk Flevoland die geen abonnee waren van De Flevolander sinds 1972 gratis de Lelystad Courier of de Dronter Courier. 
Het sinds 13 mei 1987 verschijnende huis-aan-huisblad FlevoPost, begonnen als een gezamenlijke uitgave van Koninklijke Boom Uitgevers en de Zwolse krantenuitgeverij Koninklijke Tijl B.V. (later opgegaan in Koninklijke Wegener N.V.), wordt vaak beschouwd als de opvolger van De Flevolander, hoewel beide kranten tot en met december 1989 gelijktijdig verschenen. Van 1993 tot 2000 was ook Kuiper, voormalig hoofdredacteur van De Flevolander, aan FlevoPost verbonden. 

## OplagecijfersDe Flevolander/Kamper Courant
| Jaar | Oplage |
| ---- | ------ |
| 1983 | 7.302  |
| 1985 | 6.859  |
| 1986 | 6.925  |
| 1987 | 7.032  |
| 1988 | 6.605  |
| 1989 | 5.470  |